# Hercegovačka nogometna zona 1966./67.
Hercegovačka nogometna zona, također i kao Hercegovačka zonska liga, Mostarska zona, je bila liga trećeg stupnja nogometnog prvenstva Jugoslavije u sezoni 1966./67. 
 Sudjelovalo je 10 klubova, a prvak je bio "GOŠK" iz Dubrovnika.  

## Ljestvica
| mj. | klub              | ut. | pob. | ner. | por. | gol+ | gol- | GR  | bod |
| --- | ----------------- | --- | ---- | ---- | ---- | ---- | ---- | --- | --- |
| 1.  | GOŠK Dubrovnik    | 18  | 15   | 2    | 1    | 56   | 10   | +46 | 32  |
| 2.  | Lokomotiva Mostar | 18  | 12   | 5    | 1    | 68   | 12   | +56 | 29  |
| 3.  | Borac Čapljina    | 18  | 12   | 3    | 3    | 55   | 19   | +36 | 27  |
| 4.  | Hercegovac Bileća | 18  | 7    | 3    | 8    | 29   | 24   | +5  | 17  |
| 5.  | Neretvanac Opuzen | 18  | 8    | 1    | 9    | 48   | 52   | -4  | 17  |
| 6.  | Poštar Mostar     | 18  | 6    | 3    | 9    | 27   | 37   | -10 | 15  |
| 7.  | Iskra Stolac      | 18  | 6    | 2    | 10   | 33   | 41   | -8  | 14  |
| 8.  | Mladost Lištica   | 18  | 5    | 3    | 10   | 31   | 61   | -30 | 13  |
| 9.  | Budućnost Duvno   | 18  | 5    | 2    | 11   | 20   | 43   | -23 | 12  |
| 10. | Turbina Jablanica | 18  | 1    | 2    | 13   | 13   | 84   | -71 | 4   |

- Duvno – tadašnji naziv za Tomislavgrad
- Lištica – tadašnji naziv za Široki Brijeg
- klubovi iz Hrvatske: GOŠK Dubrovnik, Neretvanac Opuzen
- Novi klubovi u sezoni 1967./68.: 
  - Sloga Ljubuški
  - Igman Konjic
- GOŠK (Dubrovnik) sudjelovao je u kvalifikacijama za Drugu saveznu ligu - Zapad. Izgubio je u drugom kolu protiv Rudara iz Ljubije

## Rezultatska križaljka
| kratica | klub              | BOR | BUD | GOŠK | HER | ISK | LOK | MLA | NER | POŠ | TUR  |
| --- | ----------------- | --- | --- | ---- | --- | --- | --- | --- | --- | --- | ---- |
| BOR | Borac Čapljina    |     |     | 1:1  |     |     |     |     |     |     |      |
| BUD | Budućnost Duvno   |     |     | 0:2  |     |     |     |     |     |     |      |
| GOŠK | GOŠK Dubrovnik    | 2:0 | 3:0 |      | 1:0 | 6:0 | 3:2 | 3:1 | 6:1 | 4:0 | 13:0 |
| HER | Hercegovac Bileća |     |     | 0:2  |     |     |     |     |     |     |      |
| ISK | Iskra Stolac      |     |     | 0:2  |     |     |     |     |     |     |      |
| LOK | Lokomotiva Mostar |     |     | 3:0  |     |     |     |     |     |     |      |
| MLA | Mladost Lištica   |     |     | 1:5  |     |     |     |     |     |     |      |
| NER | Neretvanac Opuzen |     |     | 1:2  |     |     |     |     |     |     |      |
| POŠ | Poštar Mostar     |     |     | 0:0  |     |     |     |     |     |     |      |
| TUR | Turbina Jablanica |     |     | 0:1  |     |     |     |     |     |     |      |
| |                   |     |     |      |     |     |     |     |     |     |      |
| podebljan rezultat - utakmice od 1. do 9. kola (1. utakmica između klubova) rezultat normalne debljine - utakmice od 10. do 18. kola (2. utakmica između klubova) rezultat nakošen - nije vidljiv redoslijed odigravanja međusobnih utakmica iz dostupnih izvora rezultat nakošen i smanjen * - iz dostupnih izvora nije uočljiv domaćin susreta prekrižen rezultat - poništena ili brisana utakmica p - utakmica prekinuta 3:0 p.f. / 0:3 p.f. - rezultat 3:0 bez borbe n.i. - nije igrano |                   |     |     |      |     |     |     |     |     |     |      |

 Izvori: 